# Serie A1 2024-2025 (pallavolo)
La Serie A1 2024-2025, 80ª edizione della massima serie del campionato italiano femminile di pallavolo, si è svolta dal 5 ottobre 2024 al 25 aprile 2025: al torneo hanno partecipato quattordici squadre di club italiane e la vittoria finale è andata per l'ottava volta, la settima consecutiva, all'Imoco.

## Regolamento

### Formula
La formula ha previsto:
- Regular season, disputata con girone all'italiana, con gare di andata e ritorno, per un totale di ventisei giornate: le prime otto classificate hanno acceduto ai play-off scudetto, le classificate dal nono al dodicesimo posto hanno acceduto ai play-off Challenge Cup, mentre le ultime due classificate sono retrocesse in Serie A2.
- Play-off scudetto, disputati con:
  - Quarti di finale, giocati al meglio di due vittorie su tre gare: le quattro eliminate ai quarti di finale hanno acceduto alla fase a gironi dei play-off Challenge Cup.
  - Semifinali e finale, giocate al meglio di tre vittorie su cinque gare[2].
- Play-off Challenge Cup, disputati con primo turno, a cui hanno partecipato le classificate dal nono al dodicesimo posto della regular season, secondo turno, entrambi giocati con gara di andata e ritorno (in caso di parità di vittorie si è disputato un golden set), semifinali e finale: la vincitrice si è qualificata per la Challenge Cup[3].

### Criteri di classifica
Se il risultato finale è stato di 3-0 o 3-1 sono stati assegnati 3 punti alla squadra vincente e 0 a quella sconfitta, se il risultato finale è stato di 3-2 sono stati assegnati 2 punti alla squadra vincente e 1 a quella sconfitta.
L'ordine del posizionamento in classifica è stato definito in base a:
- Punti;
- Numero di partite vinte;
- Ratio dei set vinti/persi;
- Ratio dei punti realizzati/subiti.

## Squadre partecipanti
Delle squadre aventi il diritto di partecipazione: 
- Il Casalmaggiore ha ceduto il titolo alla Cuneo Granda, la quale è stata ammessa in Serie A1[4].

| Club                 | Stagione | Città         | Impianto               | Stagione precedente                                                              |
| -------------------- | -------- | ------------- | ---------------------- | -------------------------------------------------------------------------------- |
| AGIL                 | dettagli | Novara        | PalaTerdoppio          | 4ª in Serie A1; semifinali play-off scudetto                                     |
| Bergamo 1991         | dettagli | Bergamo       | PalaFacchetti          | 12ª in Serie A1                                                                  |
| Black Angels Perugia | dettagli | Perugia       | PalaEvangelisti        | 1ª in Serie A2 (girone A); 1ª in pool promozione                                 |
| Chieri '76           | dettagli | Chieri        | PalaMaddalene          | 5ª in Serie A1; quarti di finale play-off scudetto                               |
| Cuneo Granda         | dettagli | Cuneo         | PalaCastagnaretta      | 13ª in Serie A1                                                                  |
| Firenze              | dettagli | Firenze       | PalaWanny              | 10ª in Serie A1                                                                  |
| Imoco                | dettagli | Conegliano    | PalaVerde              | 1ª in Serie A1; campione d'Italia                                                |
| Megavolley           | dettagli | Vallefoglia   | PalaCampanara          | 7ª in Serie A1; quarti di finale play-off scudetto                               |
| Pinerolo             | dettagli | Pinerolo      | Palazzetto dello Sport | 6ª in Serie A1; quarti di finale play-off scudetto                               |
| Pro Victoria         | dettagli | Monza         | Palalido               | 3ª in Serie A1; semifinali play-off scudetto                                     |
| Roma Club            | dettagli | Roma          | Palazzetto dello Sport | 8ª in Serie A1; quarti di finale play-off scudetto                               |
| Savino Del Bene      | dettagli | Scandicci     | PalaWanny              | 2ª in Serie A1; finale play-off scudetto                                         |
| Talmassons           | dettagli | Talmassons    | Palazzetto dello Sport | 4ª in Serie A2 (girone A); 4ª in pool promozione; vincitrice play-off promozione |
| UYBA                 | dettagli | Busto Arsizio | PalaPiantanida         | 11ª in Serie A1                                                                  |

## Torneo

### Regular season

#### Risultati
| Prima giornata |                                     |     |                                   |
|                |                                     |     |                                   |
| 06-10          | Pinerolo - Pro Victoria             | 1-3 | 40-38, 20-25, 21-25, 20-25        |
| 06-10          | Imoco - UYBA                        | 3-0 | 25-15, 25-22, 25-14               |
| 06-10          | Chieri '76 - AGIL                   | 3-2 | 25-22, 16-25, 25-22, 15-25, 15-11 |
| 05-10          | Savino Del Bene - Cuneo Granda      | 3-0 | 25-18, 25-18, 26-24               |
| 06-10          | Firenze - Megavolley                | 3-2 | 27-25, 21-25, 19-25, 27-25, 15-12 |
| 06-10          | Black Angels Perugia - Bergamo 1991 | 0-3 | 22-25, 23-25, 19-25               |
| 06-10          | Roma Club - Talmassons              | 3-1 | 26-28, 30-28, 25-20, 25-19        |

| Seconda giornata |                                   |     |                                   |
|                  |                                   |     |                                   |
| 13-10            | AGIL - Pinerolo                   | 3-0 | 25-23, 25-22, 25-21               |
| 13-10            | Talmassons - Imoco                | 0-3 | 23-25, 20-25, 18-25               |
| 13-10            | Cuneo Granda - Chieri '76         | 0-3 | 21-25, 26-28, 18-25               |
| 13-10            | Firenze - Savino Del Bene         | 0-3 | 22-25, 22-25, 23-25               |
| 13-10            | Black Angels Perugia - Megavolley | 2-3 | 12-25, 25-19, 30-32, 25-15, 17-19 |
| 13-10            | UYBA - Bergamo 1991               | 1-3 | 16-25, 25-18, 23-25, 17-25        |
| 12-10            | Pro Victoria - Roma Club          | 3-0 | 25-19, 25-18, 25-15               |

| Terza giornata |                                        |     |                                   |
|                |                                        |     |                                   |
| 19-10          | Pinerolo - Cuneo Granda                | 3-1 | 25-23, 19-25, 25-18, 25-23        |
| 20-10          | Roma Club - Imoco                      | 1-3 | 23-25, 17-25, 25-23, 20-25        |
| 20-10          | Pro Victoria - AGIL                    | 2-3 | 21-25, 32-30, 22-25, 31-29, 12-15 |
| 20-10          | Chieri '76 - Firenze                   | 3-2 | 25-13, 25-23, 22-25, 17-25, 15-12 |
| 20-10          | Savino Del Bene - Black Angels Perugia | 3-0 | 25-15, 25-21, 25-15               |
| 20-10          | Megavolley - UYBA                      | 3-0 | 25-21, 25-18, 25-15               |
| 20-10          | Bergamo 1991 - Talmassons              | 1-3 | 25-27, 25-20, 23-25, 18-25        |

| Quarta giornata |                                   |     |                                   |
|                 |                                   |     |                                   |
| 26-10           | Firenze - Pinerolo                | 3-0 | 25-23, 25-17, 25-22               |
| 27-10           | Imoco - Bergamo 1991              | 3-0 | 25-13, 25-17, 25-23               |
| 26-10           | AGIL - Roma Club                  | 3-0 | 25-21, 25-18, 25-17               |
| 27-10           | Cuneo Granda - Pro Victoria       | 2-3 | 25-23, 13-25, 18-25, 25-21, 12-15 |
| 26-10           | Black Angels Perugia - Chieri '76 | 2-3 | 18-25, 25-22, 14-25, 32-30, 9-15  |
| 27-10           | UYBA - Savino Del Bene            | 3-1 | 25-22, 23-25, 25-20, 25-20        |
| 27-10           | Talmassons - Megavolley           | 1-3 | 25-23, 13-25, 13-25, 19-25        |

| Quinta giornata |                                 |     |                                   |
|                 |                                 |     |                                   |
| 29-10           | Pinerolo - Black Angels Perugia | 3-1 | 25-19, 25-20, 23-25, 25-18        |
| 30-10           | Megavolley - Imoco              | 0-3 | 19-25, 19-25, 12-25               |
| 30-10           | AGIL - Cuneo Granda             | 3-1 | 25-22, 25-12, 19-25, 25-11        |
| 30-10           | Pro Victoria - Firenze          | 3-2 | 25-16, 23-25, 21-25, 25-20, 15-13 |
| 30-10           | Chieri '76 - UYBA               | 0-3 | 22-25, 23-25, 23-25               |
| 30-10           | Roma Club - Bergamo 1991        | 1-3 | 18-25, 21-25, 25-19, 18-25        |
| 30-10           | Savino Del Bene - Talmassons    | 3-0 | 25-18, 25-21, 25-13               |

| Sesta giornata |                                     |     |                                   |
|                |                                     |     |                                   |
| 03-11          | UYBA - Pinerolo                     | 3-2 | 22-25, 29-27, 25-13, 20-25, 15-8  |
| 03-11          | Imoco - Savino Del Bene             | 3-0 | 25-20, 25-23, 30-28               |
| 03-11          | Firenze - AGIL                      | 1-3 | 21-25, 25-21, 21-25, 18-25        |
| 03-11          | Cuneo Granda - Roma Club            | 3-1 | 22-25, 25-19, 25-15, 25-22        |
| 02-11          | Black Angels Perugia - Pro Victoria | 1-3 | 21-25, 19-25, 25-22, 17-25        |
| 03-11          | Talmassons - Chieri '76             | 2-3 | 18-25, 25-21, 17-25, 26-24, 10-15 |
| 03-11          | Bergamo 1991 - Megavolley           | 3-1 | 17-25, 25-23, 26-24, 25-20        |

| Settima giornata |                                |     |                                   |
|                  |                                |     |                                   |
| 10-11            | Pinerolo - Talmassons          | 3-0 | 26-24, 25-18, 25-20               |
| 10-11            | Chieri '76 - Imoco             | 1-3 | 16-25, 23-25, 25-23, 21-25        |
| 09-11            | AGIL - Black Angels Perugia    | 3-1 | 22-25, 25-22, 25-17, 25-22        |
| 11-12            | Cuneo Granda - Firenze         | 0-3 | 19-25, 26-28, 20-25               |
| 10-11            | Pro Victoria - UYBA            | 3-2 | 25-18, 18-25, 25-20, 18-25, 15-10 |
| 10-11            | Roma Club - Megavolley         | 1-3 | 20-25, 25-22, 23-25, 14-25        |
| 10-11            | Savino Del Bene - Bergamo 1991 | 3-0 | 25-22, 25-18, 25-21               |

| Ottava giornata |                                     |     |                                   |
|                 |                                     |     |                                   |
| 17-11           | Imoco - Pinerolo                    | 3-0 | 25-21, 25-15, 25-14               |
| 17-11           | UYBA - AGIL                         | 3-0 | 25-17, 25-21, 25-14               |
| 17-11           | Black Angels Perugia - Cuneo Granda | 3-0 | 25-22, 25-14, 25-21               |
| 17-11           | Firenze - Roma Club                 | 3-2 | 17-25, 25-20, 29-27, 17-25, 15-13 |
| 16-11           | Bergamo 1991 - Chieri '76           | 1-3 | 17-25, 25-20, 20-25, 18-25        |
| 17-11           | Megavolley - Savino Del Bene        | 1-3 | 25-16, 20-25, 22-25, 20-25        |
| 17-11           | Talmassons - Pro Victoria           | 1-3 | 25-22, 21-25, 30-32, 23-25        |

| Nona giornata |                                |     |                                   |
|               |                                |     |                                   |
| 24-11         | Pinerolo - Bergamo 1991        | 0-3 | 17-25, 23-25, 20-25               |
| 22-11         | Pro Victoria - Imoco           | 0-3 | 20-25, 18-25, 15-25               |
| 23-11         | AGIL - Talmassons              | 3-2 | 23-25, 25-12, 25-21, 15-25, 18-16 |
| 24-11         | Cuneo Granda - UYBA            | 0-3 | 23-25, 18-25, 14-25               |
| 24-11         | Firenze - Black Angels Perugia | 1-3 | 25-15, 24-26, 17-25, 22-25        |
| 24-11         | Chieri '76 - Megavolley        | 3-1 | 23-25, 25-20, 25-20, 25-13        |
| 23-11         | Roma Club - Savino Del Bene    | 1-3 | 22-25, 25-16, 17-25, 21-25        |

| Decima giornata |                                  |     |                                   |
|                 |                                  |     |                                   |
| 01-12           | Megavolley - Pinerolo            | 2-3 | 20-25, 23-25, 25-22, 25-20, 20-22 |
| 01-12           | Imoco - AGIL                     | 3-0 | 25-21, 25-16, 25-23               |
| 01-12           | Talmassons - Cuneo Granda        | 1-3 | 20-25, 25-15, 20-25, 23-25        |
| 30-11           | UYBA - Firenze                   | 3-1 | 17-25, 25-20, 25-15, 25-19        |
| 01-12           | Black Angels Perugia - Roma Club | 0-3 | 22-25, 20-25, 16-25               |
| 01-12           | Savino Del Bene - Chieri '76     | 3-1 | 25-16, 21-25, 25-18, 25-12        |
| 01-12           | Bergamo 1991 - Pro Victoria      | 1-3 | 20-25, 21-25, 25-22, 22-25        |

| Undicesima giornata |                             |     |                                  |
|                     |                             |     |                                  |
| 04-12               | Pinerolo - Savino Del Bene  | 1-3 | 25-21, 23-25, 23-25, 25-27       |
| 04-12               | Cuneo Granda - Imoco        | 0-3 | 20-25, 17-25, 18-25              |
| 04-12               | AGIL - Bergamo 1991         | 3-0 | 25-22, 25-22, 25-19              |
| 04-12               | Firenze - Talmassons        | 0-3 | 19-25, 26-28, 24-26              |
| 04-12               | UYBA - Black Angels Perugia | 3-1 | 30-28, 25-22, 23-25, 25-18       |
| 04-12               | Chieri '76 - Roma Club      | 3-1 | 25-22, 25-21, 23-25, 25-16       |
| 04-12               | Pro Victoria - Megavolley   | 3-2 | 30-28, 19-25, 24-26, 25-20, 15-9 |

| Dodicesima giornata |                                   |     |                                   |
|                     |                                   |     |                                   |
| 08-12               | Chieri '76 - Pinerolo             | 3-0 | 25-6, 25-21, 25-23                |
| 07-12               | Imoco - Firenze                   | 3-0 | 25-12, 25-22, 25-13               |
| 07-12               | Megavolley - AGIL                 | 2-3 | 29-27, 16-25, 17-25, 25-23, 17-19 |
| 08-12               | Bergamo 1991 - Cuneo Granda       | 3-0 | 25-20, 25-18, 25-23               |
| 08-12               | Talmassons - Black Angels Perugia | 0-3 | 22-25, 23-25, 20-25               |
| 08-12               | Roma Club - UYBA                  | 0-3 | 17-25, 20-25, 23-25               |
| 08-12               | Savino Del Bene - Pro Victoria    | 3-2 | 20-25, 25-21, 22-25, 25-20, 15-12 |

| Tredicesima giornata |                              |     |                                   |
|                      |                              |     |                                   |
| 15-12                | Pinerolo - Roma Club         | 3-0 | 25-15, 25-23, 25-18               |
| 17-10                | Black Angels Perugia - Imoco | 0-3 | 14-25, 17-25, 21-25               |
| 15-12                | AGIL - Savino Del Bene       | 3-2 | 24-26, 25-13, 25-19, 22-25, 15-10 |
| 15-12                | Cuneo Granda - Megavolley    | 2-3 | 23-25, 25-18, 27-25, 13-25, 12-15 |
| 15-12                | Firenze - Bergamo 1991       | 1-3 | 26-24, 20-25, 23-25, 17-25        |
| 16-10                | Pro Victoria - Chieri '76    | 3-1 | 25-20, 26-24, 25-27, 25-14        |
| 14-12                | Talmassons - UYBA            | 2-3 | 26-24, 20-25, 21-25, 25-21, 12-15 |

| Quattordicesima giornata |                                     |     |                                   |
|                          |                                     |     |                                   |
| 29-01                    | Pro Victoria - Pinerolo             | 3-1 | 24-26, 25-20, 25-19, 25-17        |
| 29-01                    | UYBA - Imoco                        | 0-3 | 15-25, 22-25, 19-25               |
| 22-12                    | AGIL - Chieri '76                   | 3-0 | 25-18, 28-26, 25-20               |
| 22-12                    | Cuneo Granda - Savino Del Bene      | 1-3 | 25-16, 19-25, 25-27, 15-25        |
| 21-12                    | Megavolley - Firenze                | 2-3 | 24-26, 25-19, 25-22, 19-25, 12-15 |
| 22-12                    | Bergamo 1991 - Black Angels Perugia | 3-0 | 25-20, 25-20, 25-23               |
| 22-12                    | Talmassons - Roma Club              | 1-3 | 25-21, 20-25, 20-25, 22-25        |

| Quindicesima giornata |                                   |     |                            |
|                       |                                   |     |                            |
| 26-12                 | Pinerolo - AGIL                   | 1-3 | 29-27, 19-25, 18-25, 23-25 |
| 26-12                 | Imoco - Talmassons                | 3-0 | 25-22, 25-19, 28-26        |
| 26-12                 | Chieri '76 - Cuneo Granda         | 3-1 | 25-18, 19-25, 25-19, 25-20 |
| 26-12                 | Savino Del Bene - Firenze         | 3-1 | 27-29, 25-18, 25-13, 25-18 |
| 26-12                 | Megavolley - Black Angels Perugia | 3-1 | 19-25, 25-17, 25-23, 25-19 |
| 26-12                 | Bergamo 1991 - UYBA               | 3-0 | 26-24, 25-18, 25-21        |
| 26-12                 | Roma Club - Pro Victoria          | 0-3 | 21-25, 23-25, 23-25        |

| Sedicesima giornata |                                        |     |                                   |
|                     |                                        |     |                                   |
| 05-01               | Cuneo Granda - Pinerolo                | 3-0 | 25-12, 26-24, 25-19               |
| 05-01               | Imoco - Roma Club                      | 3-1 | 19-25, 25-12, 25-22, 26-24        |
| 05-01               | AGIL - Pro Victoria                    | 3-2 | 19-25, 25-14, 25-23, 23-25, 15-12 |
| 05-01               | Firenze - Chieri '76                   | 1-3 | 22-25, 25-23, 20-25, 20-25        |
| 04-01               | Black Angels Perugia - Savino Del Bene | 1-3 | 28-30, 22-25, 26-24, 22-25        |
| 05-01               | UYBA - Megavolley                      | 3-1 | 25-11, 17-25, 25-16, 29-27        |
| 05-01               | Talmassons - Bergamo 1991              | 0-3 | 21-25, 20-25, 15-25               |

| Diciassettesima giornata |                                   |     |                                   |
|                          |                                   |     |                                   |
| 12-01                    | Pinerolo - Firenze                | 3-0 | 25-21, 25-18, 25-22               |
| 12-01                    | Bergamo 1991 - Imoco              | 0-3 | 22-25, 20-25, 21-25               |
| 12-01                    | Roma Club - AGIL                  | 0-3 | 14-25, 27-29, 17-25               |
| 11-01                    | Pro Victoria - Cuneo Granda       | 3-0 | 25-15, 25-23, 25-22               |
| 12-01                    | Chieri '76 - Black Angels Perugia | 1-3 | 23-25, 25-23, 21-25, 21-25        |
| 12-01                    | Savino Del Bene - UYBA            | 3-0 | 25-18, 25-14, 25-17               |
| 11-01                    | Megavolley - Talmassons           | 3-2 | 30-32, 25-19, 25-17, 19-25, 15-11 |

| Diciottesima giornata |                                 |     |                            |
|                       |                                 |     |                            |
| 15-01                 | Black Angels Perugia - Pinerolo | 1-3 | 26-28, 25-23, 17-25, 15-25 |
| 15-01                 | Imoco - Megavolley              | 3-1 | 25-16, 25-18, 22-25, 25-19 |
| 15-01                 | Cuneo Granda - AGIL             | 3-1 | 24-26, 25-22, 26-24, 25-21 |
| 15-01                 | Firenze - Pro Victoria          | 1-3 | 20-25, 25-22, 17-25, 21-25 |
| 15-01                 | UYBA - Chieri '76               | 0-3 | 22-25, 20-25, 22-25        |
| 15-01                 | Bergamo 1991 - Roma Club        | 3-0 | 25-20, 25-21, 25-18        |
| 15-01                 | Talmassons - Savino Del Bene    | 1-3 | 25-19, 19-25, 17-25, 22-25 |

| Diciannovesima giornata |                                     |     |                            |
|                         |                                     |     |                            |
| 19-01                   | Pinerolo - UYBA                     | 1-3 | 19-25, 25-22, 17-25, 20-25 |
| 18-01                   | Savino Del Bene - Imoco             | 0-3 | 21-25, 14-25, 13-25        |
| 19-01                   | AGIL - Firenze                      | 3-1 | 23-25, 25-22, 25-18, 27-25 |
| 19-01                   | Roma Club - Cuneo Granda            | 3-1 | 22-25, 25-18, 25-23, 25-14 |
| 18-01                   | Pro Victoria - Black Angels Perugia | 3-0 | 25-16, 25-15, 25-16        |
| 19-01                   | Chieri '76 - Talmassons             | 3-1 | 23-25, 25-23, 25-23, 29-27 |
| 19-01                   | Megavolley - Bergamo 1991           | 3-1 | 25-19, 17-25, 25-17, 25-23 |

| Ventesima giornata |                                |     |                                   |
|                    |                                |     |                                   |
| 25-01              | Talmassons - Pinerolo          | 3-0 | 25-13, 29-27, 25-21               |
| 26-01              | Imoco - Chieri '76             | 3-0 | 25-18, 25-19, 25-17               |
| 26-01              | Black Angels Perugia - AGIL    | 3-2 | 25-18, 25-22, 19-25, 20-25, 16-14 |
| 26-01              | Firenze - Cuneo Granda         | 2-3 | 25-23, 18-25, 25-18, 16-25, 9-15  |
| 26-01              | UYBA - Pro Victoria            | 0-3 | 22-25, 23-25, 16-25               |
| 26-01              | Megavolley - Roma Club         | 3-0 | 25-13, 25-22, 25-14               |
| 26-01              | Bergamo 1991 - Savino Del Bene | 1-3 | 25-20, 19-25, 35-37, 23-25        |

| Ventunesima giornata |                                     |     |                            |
|                      |                                     |     |                            |
| 02-02                | Pinerolo - Imoco                    | 0-3 | 17-25, 10-25, 14-25        |
| 01-02                | AGIL - UYBA                         | 3-0 | 25-11, 25-15, 25-18        |
| 02-02                | Cuneo Granda - Black Angels Perugia | 3-1 | 25-19, 20-25, 25-21, 25-22 |
| 02-02                | Roma Club - Firenze                 | 3-1 | 25-14, 25-22, 22-25, 25-22 |
| 01-02                | Chieri '76 - Bergamo 1991           | 3-0 | 25-21, 25-17, 25-23        |
| 02-02                | Savino Del Bene - Megavolley        | 0-3 | 22-25, 23-25, 22-25        |
| 01-02                | Pro Victoria - Talmassons           | 3-0 | 25-19, 25-15, 25-10        |

| Ventiduesima giornata |                                |     |                                  |
|                       |                                |     |                                  |
| 12-02                 | Bergamo 1991 - Pinerolo        | 1-3 | 24-26, 25-16, 23-25, 24-26       |
| 12-02                 | Imoco - Pro Victoria           | 3-0 | 25-17, 25-21, 25-16              |
| 12-02                 | Talmassons - AGIL              | 0-3 | 15-25, 13-25, 20-25              |
| 12-02                 | UYBA - Cuneo Granda            | 3-0 | 25-22, 25-17, 25-18              |
| 12-02                 | Black Angels Perugia - Firenze | 3-1 | 13-25, 25-21, 26-24, 25-23       |
| 11-02                 | Megavolley - Chieri '76        | 2-3 | 25-22, 24-26, 25-18, 12-25, 7-15 |
| 12-02                 | Savino Del Bene - Roma Club    | 3-0 | 25-18, 25-22, 25-23              |

| Ventitreesima giornata |                                  |     |                                   |
|                        |                                  |     |                                   |
| 16-02                  | Pinerolo - Megavolley            | 3-1 | 25-17, 19-25, 25-17, 25-14        |
| 16-02                  | AGIL - Imoco                     | 2-3 | 19-25, 25-19, 23-25, 25-19, 10-15 |
| 16-02                  | Cuneo Granda - Talmassons        | 3-1 | 28-26, 25-19, 17-25, 25-19        |
| 16-02                  | Firenze - UYBA                   | 2-3 | 25-23, 24-26, 25-19, 26-28, 13-15 |
| 16-02                  | Roma Club - Black Angels Perugia | 2-3 | 25-19, 25-20, 22-25, 22-25, 14-16 |
| 15-02                  | Chieri '76 - Savino Del Bene     | 0-3 | 13-25, 20-25, 20-25               |
| 16-02                  | Pro Victoria - Bergamo 1991      | 3-0 | 25-18, 25-16, 25-20               |

| Ventiquattresima giornata |                             |     |                                   |
|                           |                             |     |                                   |
| 23-02                     | Savino Del Bene - Pinerolo  | 3-1 | 25-16, 19-25, 25-22, 32-30        |
| 22-02                     | Imoco - Cuneo Granda        | 3-0 | 25-20, 25-15, 25-16               |
| 23-02                     | Bergamo 1991 - AGIL         | 2-3 | 28-26, 10-25, 21-25, 25-22, 15-17 |
| 22-02                     | Talmassons - Firenze        | 1-3 | 23-25, 27-25, 19-25, 22-25        |
| 22-02                     | Black Angels Perugia - UYBA | 2-3 | 17-25, 25-20, 25-22, 17-25, 14-16 |
| 23-02                     | Roma Club - Chieri '76      | 0-3 | 16-25, 22-25, 26-28               |
| 23-02                     | Megavolley - Pro Victoria   | 2-3 | 21-25, 25-23, 14-25, 25-12, 12-15 |

| Venticinquesima giornata |                                   |     |                                   |
|                          |                                   |     |                                   |
| 26-02                    | Pinerolo - Chieri '76             | 3-1 | 25-20, 25-18, 26-28, 25-16        |
| 25-02                    | Firenze - Imoco                   | 1-3 | 25-21, 22-25, 15-25, 23-25        |
| 26-02                    | AGIL - Megavolley                 | 3-2 | 25-23, 20-25, 16-25, 25-17, 15-13 |
| 26-02                    | Cuneo Granda - Bergamo 1991       | 3-2 | 25-16, 20-25, 24-26, 25-23, 18-16 |
| 26-02                    | Black Angels Perugia - Talmassons | 3-0 | 25-21, 25-21, 25-19               |
| 26-02                    | UYBA - Roma Club                  | 1-3 | 25-19, 24-26, 23-25, 18-25        |
| 26-02                    | Pro Victoria - Savino Del Bene    | 3-2 | 25-22, 19-25, 25-21, 21-25, 15-11 |

| Ventiseiesima giornata |                              |     |                                   |
|                        |                              |     |                                   |
| 01-03                  | Roma Club - Pinerolo         | 1-3 | 18-25, 22-25, 25-15, 21-25        |
| 01-03                  | Imoco - Black Angels Perugia | 3-0 | 25-17, 25-23, 25-19               |
| 01-03                  | Savino Del Bene - AGIL       | 1-3 | 20-25, 25-16, 22-25, 15-25        |
| 01-03                  | Megavolley - Cuneo Granda    | 3-1 | 23-25, 25-20, 25-11, 25-22        |
| 01-03                  | Bergamo 1991 - Firenze       | 2-3 | 25-23, 25-21, 28-30, 18-25, 13-15 |
| 01-03                  | Chieri '76 - Pro Victoria    | 1-3 | 18-25, 26-24, 20-25, 17-25        |
| 01-03                  | UYBA - Talmassons            | 3-2 | 25-13, 25-27, 20-25, 25-18, 15-11 |

#### Classifica
| Pos. | Squadra              | Pt | G  | V  | P  | SV | SP | Ratio  | PF    | PS    | Ratio |
| ---- | -------------------- | -- | -- | -- | -- | -- | -- | ------ | ----- | ----- | ----- |
| 1.   | Imoco                | 77 | 26 | 26 | 0  | 78 | 7  | 11,142 | 2 095 | 1 614 | 1,298 |
| 2.   | Pro Victoria         | 60 | 26 | 21 | 5  | 69 | 35 | 1,971  | 2 396 | 2 173 | 1,102 |
| 3.   | Savino Del Bene      | 58 | 26 | 19 | 7  | 63 | 33 | 1,909  | 2 237 | 2 071 | 1,080 |
| 4.   | AGIL                 | 56 | 26 | 20 | 6  | 67 | 38 | 1,763  | 2 411 | 2 171 | 1,110 |
| 5.   | Chieri '76           | 43 | 26 | 16 | 10 | 54 | 46 | 1,173  | 2 232 | 2 200 | 1,014 |
| 6.   | UYBA                 | 41 | 26 | 15 | 11 | 49 | 48 | 1,020  | 2 122 | 2 108 | 1,006 |
| 7.   | Megavolley           | 38 | 26 | 11 | 15 | 55 | 56 | 0,982  | 2 409 | 2 394 | 1,006 |
| 8.   | Bergamo 1991         | 36 | 26 | 11 | 15 | 45 | 49 | 0,918  | 2 115 | 2 139 | 0,988 |
| 9.   | Pinerolo             | 33 | 26 | 11 | 15 | 41 | 54 | 0,759  | 2 096 | 2 209 | 0,948 |
| 10.  | Black Angels Perugia | 25 | 26 | 8  | 18 | 38 | 61 | 0,622  | 2 107 | 2 315 | 0,910 |
| 11.  | Cuneo Granda         | 24 | 26 | 8  | 18 | 34 | 63 | 0,539  | 2 033 | 2 236 | 0,909 |
| 12.  | Firenze              | 21 | 26 | 7  | 19 | 40 | 66 | 0,606  | 2 270 | 2 445 | 0,928 |
| 13.  | Roma Club            | 20 | 26 | 6  | 20 | 30 | 65 | 0,461  | 2 036 | 2 218 | 0,917 |
| 14.  | Talmassons           | 14 | 26 | 3  | 23 | 28 | 70 | 0,400  | 2 069 | 2 335 | 0,886 |

      Qualificata ai play-off scudetto.
      Qualificata ai play-off Challenge Cup.
      Retrocessa in Serie A2.

### Play-off scudetto

#### Tabellone
|  | Quarti di finale | Quarti di finale | Quarti di finale | Quarti di finale | Quarti di finale |   |              | Semifinali | Semifinali | Semifinali | Semifinali | Semifinali | Semifinali | Semifinali |  |  | Finale | Finale | Finale | Finale | Finale | Finale | Finale |  |
|  |                  |                  |                  |                  |                  |   |              |            |            |            |            |            |            |            |  |  |        |        |        |        |        |        |        |  |
|  | 1                | Imoco            | 3                | 3                |                  |   |              |            |            |            |            |            |            |            |  |  |        |        |        |        |        |        |        |  |
|  | 1                | Imoco            | 3                | 3                |                  |   |              |            |            |            |            |            |            |            |  |  |        |        |        |        |        |        |        |  |
|  | 8                | Bergamo 1991     | 0                | 0                |                  |   |              |            |            |            |            |            |            |            |  |  |        |        |        |        |        |        |        |  |
|  | 8                | Bergamo 1991     | 0                | 0                |                  | 1 | Imoco        | 3          | 0          | 3          | 3          |            |            |            |  |  |        |        |        |        |        |        |        |  |
|  |                  |                  |                  |                  |                  | 1 | Imoco        | 3          | 0          | 3          | 3          |            |            |            |  |  |        |        |        |        |        |        |        |  |
|  |                  |                  | 4                | AGIL             | 0                | 3 | 1            | 1          |            |            |            |            |            |            |  |  |        |        |        |        |        |        |        |  |
|  | 4                | AGIL             | 4                | AGIL             | 0                | 3 | 1            | 1          | 3          | 0          | 3          |            |            |            |  |  |        |        |        |        |        |        |        |  |
|  | 4                | AGIL             |                  |                  |                  |   |              |            |            |            |            |            |            |            |  |  |        |        |        |        |        |        |        |  |
|  | 5                | Chieri '76       | 0                | 3                | 2                |   |              |            |            |            |            |            |            |            |  |  |        |        |        |        |        |        |        |  |
|  | 5                | Chieri '76       | 0                | 3                | 2                |   | 1            | Imoco      | 3          | 3          | 3          |            |            |            |  |  |        |        |        |        |        |        |        |  |
|  |                  |                  |                  |                  |                  |   |              |            |            |            |            |            |            |            |  |  |        |        |        |        |        |        |        |  |
|  |                  |                  | 2                | Pro Victoria     | 1                | 0 | 0            |            |            |            |            |            |            |            |  |  |        |        |        |        |        |        |        |  |
|  | 2                | Pro Victoria     | 2                | Pro Victoria     | 1                | 0 | 0            | 3          | 3          |            |            |            |            |            |  |  |        |        |        |        |        |        |        |  |
|  | 2                | Pro Victoria     |                  |                  |                  |   |              |            |            |            |            |            |            |            |  |  |        |        |        |        |        |        |        |  |
|  | 7                | Megavolley       | 0                | 2                |                  |   |              |            |            |            |            |            |            |            |  |  |        |        |        |        |        |        |        |  |
|  | 7                | Megavolley       | 0                | 2                |                  | 2 | Pro Victoria | 3          | 3          | 3          |            |            |            |            |  |  |        |        |        |        |        |        |        |  |
|  |                  |                  |                  |                  |                  | 2 | Pro Victoria | 3          | 3          | 3          |            |            |            |            |  |  |        |        |        |        |        |        |        |  |
|  |                  |                  | 3                | Savino Del Bene  | 0                | 2 | 1            |            |            |            |            |            |            |            |  |  |        |        |        |        |        |        |        |  |
|  | 3                | Savino Del Bene  | 3                | Savino Del Bene  | 0                | 2 | 1            | 3          | 3          |            |            |            |            |            |  |  |        |        |        |        |        |        |        |  |
|  | 3                | Savino Del Bene  |                  |                  |                  |   |              |            |            |            |            |            |            |            |  |  |        |        |        |        |        |        |        |  |
|  | 6                | UYBA             | 1                | 2                |                  |   |              |            |            |            |            |            |            |            |  |  |        |        |        |        |        |        |        |  |

#### Risultati

##### Quarti di finale
| Gara 1 |                           |     |                            |
|        |                           |     |                            |
| 09-03  | Imoco - Bergamo 1991      | 3-0 | 25-18, 25-11, 25-16        |
| 08-03  | AGIL - Chieri '76         | 3-0 | 25-15, 25-20, 25-18        |
| 09-03  | Pro Victoria - Megavolley | 3-0 | 25-22, 25-16, 25-16        |
| 09-03  | Savino Del Bene - UYBA    | 3-1 | 25-14, 23-25, 25-14, 25-17 |

| Gara 2 |                           |     |                                   |
|        |                           |     |                                   |
| 16-03  | Bergamo 1991 - Imoco      | 0-3 | 13-25, 21-25, 19-25               |
| 16-03  | Chieri '76 - AGIL         | 3-0 | 28-26, 25-20, 25-23               |
| 16-03  | Megavolley - Pro Victoria | 2-3 | 16-25, 25-20, 25-18, 16-25, 12-15 |
| 16-03  | UYBA - Savino Del Bene    | 2-3 | 25-19, 25-22, 23-25, 20-25, 20-22 |

| Gara 3 |                   |     |                                  |
|        |                   |     |                                  |
| 19-03  | AGIL - Chieri '76 | 3-2 | 20-25, 25-12, 20-25, 25-17, 15-6 |

##### Semifinali
| Gara 1 |                                |     |                     |
|        |                                |     |                     |
| 22-03  | Imoco - AGIL                   | 3-0 | 25-17, 25-16, 25-13 |
| 23-03  | Pro Victoria - Savino Del Bene | 3-0 | 25-19, 25-22, 25-21 |

| Gara 2 |                                |     |                                   |
|        |                                |     |                                   |
| 29-03  | AGIL - Imoco                   | 3-0 | 25-19, 25-20, 25-23               |
| 30-03  | Savino Del Bene - Pro Victoria | 2-3 | 23-25, 23-25, 25-23, 25-20, 13-15 |

| Gara 3 |                                |     |                            |
|        |                                |     |                            |
| 06-04  | Imoco - AGIL                   | 3-1 | 16-25, 25-18, 25-11, 25-15 |
| 06-04  | Pro Victoria - Savino Del Bene | 3-1 | 16-25, 25-22, 25-22, 25-17 |

| Gara 4 |              |     |                            |
|        |              |     |                            |
| 09-04  | AGIL - Imoco | 1-3 | 26-28, 25-23, 20-25, 16-25 |

##### Finale
| Gara 1 |                      |     |                            |
|        |                      |     |                            |
| 16-04  | Imoco - Pro Victoria | 3-1 | 25-17, 24-26, 25-21, 25-13 |

| Gara 2 |                      |     |                     |
|        |                      |     |                     |
| 19-04  | Pro Victoria - Imoco | 0-3 | 22-25, 20-25, 18-25 |

| Gara 3 |                      |     |                     |
|        |                      |     |                     |
| 22-04  | Imoco - Pro Victoria | 3-0 | 25-22, 25-20, 25-21 |

### Play-off Challenge Cup

#### Tabellone
|  | Primo turno | Primo turno          | Primo turno | Primo turno |  |  | Secondo turno | Secondo turno        | Secondo turno | Secondo turno |   |  | Semifinali | Semifinali | Semifinali |            |   | Finale | Finale | Finale |  |
|  |             |                      |             |             |  |  |               |                      |               |               |   |  |            |            |            |            |   |        |        |        |  |
|  | 11          | Cuneo Granda         | 0           | 0           |  |  |               |                      |               |               |   |  |            |            |            |            |   |        |        |        |  |
|  | 10          | Black Angels Perugia | 3           | 3           |  |  | 10            | Black Angels Perugia | 0             | 2             |   |  |            |            |            |            |   |        |        |        |  |
|  |             |                      |             |             |  |  | 5             | Chieri '76           | 3             | 3             |   |  |            |            |            |            |   |        |        |        |  |
|  |             |                      |             |             |  |  |               |                      |               |               |   |  | 5          | Chieri '76 |            |            |   |        |        |        |  |
|  |             |                      |             |             |  |  |               |                      | -             | Bye           |   |  |            |            |            |            |   |        |        |        |  |
|  |             |                      |             |             |  |  |               |                      |               |               |   |  |            |            |            |            |   |        |        |        |  |
|  |             |                      |             |             |  |  |               |                      |               |               |   |  |            |            |            |            |   |        |        |        |  |
|  |             |                      |             |             |  |  |               |                      |               |               |   |  | 5          | Chieri '76 | 2          |            |   |        |        |        |  |
|  |             |                      |             |             |  |  |               |                      |               |               |   |  |            |            | 7          | Megavolley | 3 |        |        |        |  |
|  |             |                      |             |             |  |  | 8             | Bergamo 1991         | 0             | 2             |   |  |            |            |            |            |   |        |        |        |  |
|  |             |                      |             |             |  |  | 7             | Megavolley           | 3             | 3             |   |  |            |            |            |            |   |        |        |        |  |
|  |             |                      |             |             |  |  |               |                      |               |               |   |  | 7          | Megavolley | 3          |            |   |        |        |        |  |
|  | 9           | Pinerolo             |             |             |  |  |               |                      | 9             | Pinerolo      | 0 |  |            |            |            |            |   |        |        |        |  |
|  | -           | Bye                  |             |             |  |  | 9             | Pinerolo             | 3             | 3             |   |  |            |            |            |            |   |        |        |        |  |
|  |             |                      |             |             |  |  | 6             | UYBA                 | 2             | 2             |   |  |            |            |            |            |   |        |        |        |  |

#### Risultati

##### Primo turno
| Andata |                                     |     |                     |
|        |                                     |     |                     |
| 08-03  | Cuneo Granda - Black Angels Perugia | 0-3 | 20-25, 21-25, 15-25 |

| Ritorno |                                     |     |                     |
|         |                                     |     |                     |
| 16-03   | Black Angels Perugia - Cuneo Granda | 3-0 | 25-18, 25-17, 27-25 |

##### Secondo turno
| Andata |                                   |     |                                  |
|        |                                   |     |                                  |
| 22-03  | Black Angels Perugia - Chieri '76 | 0-3 | 21-25, 16-25, 16-25              |
| 23-03  | Pinerolo - UYBA                   | 3-2 | 21-25, 25-17, 19-25, 25-19, 15-7 |
| 23-03  | Bergamo 1991 - Megavolley         | 0-3 | 20-25, 15-25, 21-25              |

| Ritorno |                                   |     |                                   |
|         |                                   |     |                                   |
| 30-03   | Chieri '76 - Black Angels Perugia | 3-2 | 25-19, 16-25, 17-25, 25-22, 15-11 |
| 30-03   | UYBA - Pinerolo                   | 2-3 | 22-25, 25-19, 19-25, 25-18, 14-16 |
| 30-03   | Megavolley - Bergamo              | 3-2 | 23-25, 25-20, 25-23, 21-25, 15-9  |

##### Semifinali
| Gara unica |                       |     |                     |
|            |                       |     |                     |
| 02-04      | Megavolley - Pinerolo | 3-0 | 25-22, 25-14, 25-12 |

##### Finale
| Gara unica |                         |     |                                   |
|            |                         |     |                                   |
| 05-04      | Chieri '76 - Megavolley | 2-3 | 25-15, 21-25, 20-25, 25-16, 12-15 |

## Verdetti
| Squadra         | Qualificazione           |
| --------------- | ------------------------ |
| Imoco           | Champions League 2025-26 |
| Pro Victoria    | Champions League 2025-26 |
| Savino Del Bene | Champions League 2025-26 |
| AGIL            | Coppa CEV 2025-26        |
| Megavolley      | Challenge Cup 2024-25    |
| Roma Club       | Serie A2 2025-26         |
| Talmassons      | Serie A2 2025-26         |

## Statistiche
| Rendimento individuale | Rendimento individuale | Rendimento individuale | Rendimento individuale |
| Pos.                   | Nome                   | Punti                  | Squadra                |
| ---------------------- | ---------------------- | ---------------------- | ---------------------- |
| 1                      | Ekaterina Antropova    | 703                    | Savino Del Bene        |
| 2                      | Anett Németh           | 616                    | Black Angels Perugia   |
| 3                      | Erblira Bici           | 600                    | Megavolley             |
| 4                      | Paola Egonu            | 557                    | Pro Victoria           |
| 5                      | Isabelle Haak          | 519                    | Imoco                  |
| 6                      | Adhuoljok Malual       | 499                    | Firenze                |
| 7                      | Malwina Smarzek        | 455                    | Pinerolo               |
| 8                      | Lucille Gicquel        | 439                    | Chieri '76             |
| 9                      | Tat'jana Kadočkina     | 438                    | AGIL                   |
| 10                     | Simone Lee             | 437                    | Megavolley             |
| 10                     | Avery Skinner          | 437                    | Chieri '76             |

| Attacchi vincenti | Attacchi vincenti   | Attacchi vincenti | Attacchi vincenti    |
| Pos.              | Nome                | Punti             | Squadra              |
| ----------------- | ------------------- | ----------------- | -------------------- |
| 1                 | Anett Németh        | 559               | Black Angels Perugia |
| 2                 | Ekaterina Antropova | 558               | Savino Del Bene      |
| 3                 | Erblira Bici        | 527               | Megavolley           |
| 4                 | Paola Egonu         | 483               | Pro Victoria         |
| 5                 | Isabelle Haak       | 440               | Imoco                |
| 6                 | Adhuoljok Malual    | 435               | Firenze              |
| 7                 | Avery Skinner       | 401               | Chieri '76           |
| 8                 | Malwina Smarzek     | 397               | Pinerolo             |
| 9                 | Simone Lee          | 393               | Megavolley           |
| 10                | Lucille Gicquel     | 382               | Chieri '76           |

| Muri vincenti | Muri vincenti         | Muri vincenti | Muri vincenti   |
| Pos.          | Nome                  | Punti         | Squadra         |
| ------------- | --------------------- | ------------- | --------------- |
| 1             | Hena Kurtagić         | 101           | Pro Victoria    |
| 2             | Anna Danesi           | 100           | Pro Victoria    |
| 3             | Sonia Candi           | 96            | Megavolley      |
| 4             | Camilla Weitzel       | 85            | Megavolley      |
| 5             | Ana Carolina da Silva | 84            | Savino Del Bene |
| 6             | Božana Butigan        | 78            | Firenze         |
| 7             | Maja Aleksić          | 76            | AGIL            |
| 8             | Linda Nwakalor        | 72            | Savino Del Bene |
| 9             | Anna Gray             | 70            | Chieri '76      |
| 10            | Ekaterina Antropova   | 67            | Savino Del Bene |
| 10            | Jovana Kocić          | 67            | Talmassons      |

| Battute vincenti | Battute vincenti    | Battute vincenti | Battute vincenti |
| Pos.             | Nome                | Punti            | Squadra          |
| ---------------- | ------------------- | ---------------- | ---------------- |
| 1                | Ekaterina Antropova | 78               | Savino Del Bene  |
| 2                | Camilla Weitzel     | 45               | Megavolley       |
| 2                | Linda Manfredini    | 45               | Bergamo 1991     |
| 4                | Lina Alsmeier       | 38               | AGIL             |
| 5                | Josephine Obossa    | 34               | UYBA             |
| 6                | Vittoria Piani      | 33               | Bergamo 1991     |
| 6                | Gaia Giovannini     | 33               | Megavolley       |
| 8                | Erblira Bici        | 32               | Megavolley       |
| 9                | Tat'jana Kadočkina  | 29               | AGIL             |
| 9                | Alessia Orro        | 29               | Pro Victoria     |
| 9                | Indre Sorokaite     | 29               | Pinerolo         |
| 9                | Mayu Ishikawa       | 29               | AGIL             |